# Alexander Wladimirowitsch Palladin

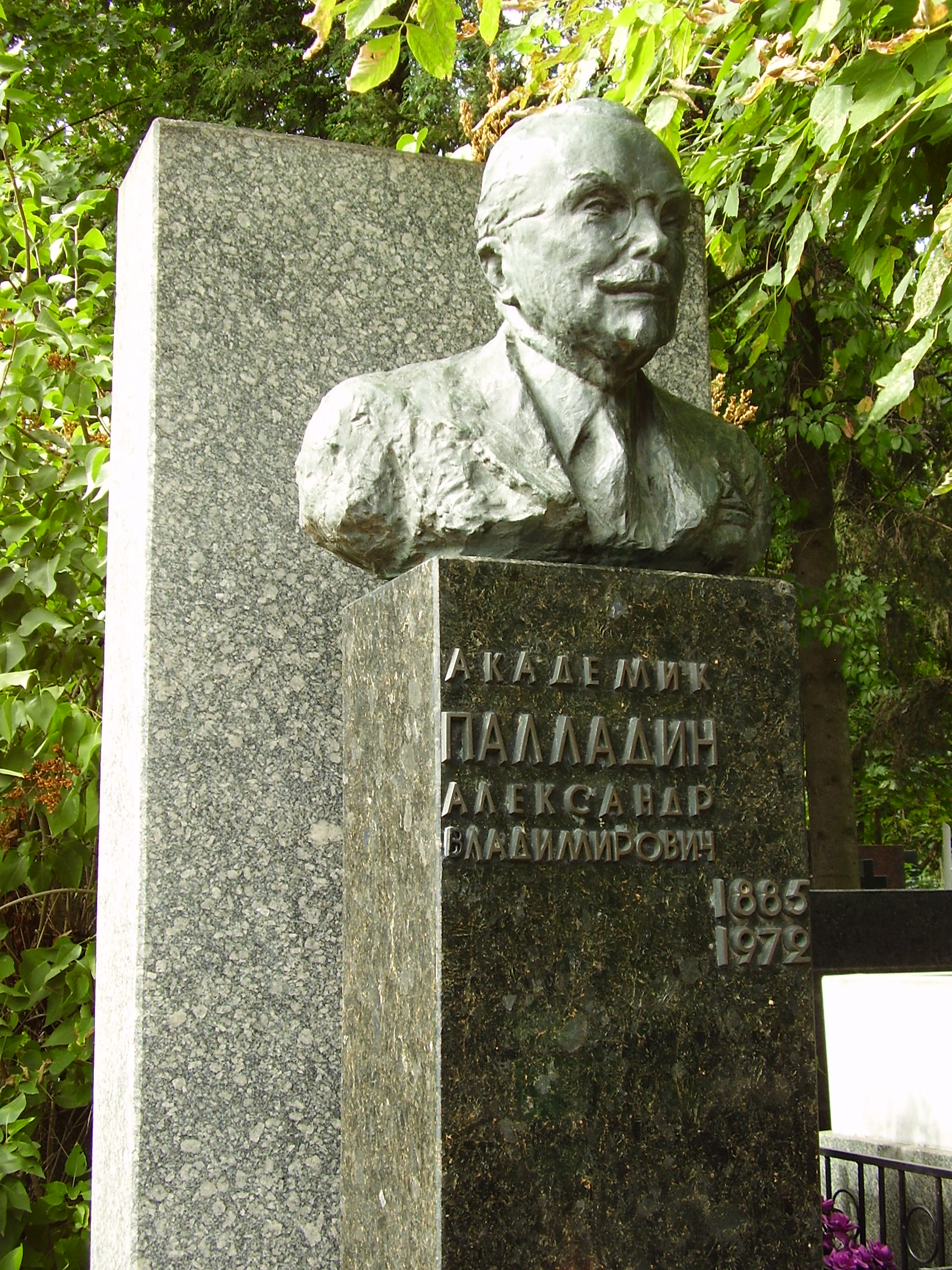
Grabmal von Alexander Palladin auf dem Baikowe-Friedhof in Kiew

Alexander Wladimirowitsch Palladin (russisch Александр Владимирович Палладин, ukrainisch Олександр Володимирович Палладін Oleksandr Wolodymyrowytsch Palladin; * 29. Augustjul. / 10. September 1885greg. in Moskau, Russisches Kaiserreich; † 6. Dezember 1972 in Kiew, Ukrainische SSR) war ein ukrainischer Biochemiker. Er war von 1946 bis 1962 Präsident der Akademie der Wissenschaften der Ukrainischen SSR.

## Leben
Alexander Palladin kam als Sohn von Wladimir Iwanowitsch Palladin, einem bekannten russischen Botaniker und Biochemiker, in Moskau zur Welt.
Nach dem Abitur, das er 1903 an der Sankt Petersburger Lateinschule mit Auszeichnung abschloss, studierte er zwischen 1903 und 1908 an der Naturwissenschaftlichen Fakultät der Universität Sankt Petersburg und 1909 an der Universität Heidelberg. Danach arbeitete er in der Abteilung für Physiologie des Sankt Petersburger Pädagogischen Instituts der Frauen.
Von 1916 an war er Professor an der Universität Charkow und von 1925 war er bis 1970 Direktor des Ukrainischen Biochemischen Instituts. Zwischen 1921 und 1931 leitete er die Abteilung für physiologische Chemie des Charkower medizinischen Instituts.
Von 1934 bis 1954 leitete er die Abteilung für Biochemie der Universität von Kiew. Zwischen 1939 und 1946 war er Vizepräsident und von 1946 bis 1962 Präsident der Ukrainischen Akademie der Wissenschaften. Außerdem war er Abgeordneter der Werchowna Rada der Ukrainischen SSR.
Palladin starb 87-jährig in Kiew und wurde dort auf dem Baikowe-Friedhof beerdigt.

## Werk
Sein Hauptwerk befasste sich mit der Biochemie von Vitaminen, dem Stoffwechsel (intrazellulärer Kohlenhydrat- und Phosphatstoffwechsel) sowie der vergleichenden Biochemie des Nervengewebes und des Gehirns unter verschiedenen Funktionszuständen.
Seine u. a. in Biological Chemistry veröffentlichten Arbeiten über die Biochemie der Muskelaktivität bildeten die Grundlage der modernen Konzepte der funktionalen Biochemie der Prozesse bei Müdigkeit, Muskelentspannung und Bewegung. Er veröffentlichte insgesamt mehr als 240 wissenschaftliche Arbeiten, darunter 4 Monographien.

### Werke auf Deutsch
- Eiweiss-Stoffe / A. W. Palladin – W. A. Belizer; In Deutsche übertr. von Edith Kukulies. – Leipzig: Akad. Verl.-Ges., 1953.

## Ehrungen und Mitgliedschaften
Palladin erhielt eine Vielzahl an Ehrungen und war Mitglied zahlreicher akademischer Gesellschaften:
- 1929 Leninpreis[8]
- 1929 Mitglied der Ukrainischen Akademie der Wissenschaften (zwischen 1946 und 1962 deren Präsident)
- 1933 Mitglied der Weißrussischen Akademie der Wissenschaften
- 1935 Verdienter der Wissenschaften der UdSSR
- 1942 Mitglied der Akademie der Wissenschaften der UdSSR
- 1944 Mitglied der Akademie der Medizinischen Wissenschaften der UdSSR
- 1950 ausländisches Mitglied der Polnischen Akademie der Wissenschaften
- 1953 Ehrenakademiemitglied der Ungarischen Akademie der Wissenschaften
- 1955 Held der sozialistischen Arbeit
- 1956 ausländisches Mitglied der Bulgarischen Akademie der Wissenschaften
- 1957 ausländisches Mitglied der rumänischen Akademie
- 1971 Orden der Oktoberrevolution

Außerdem erhielt er sechs Mal den Leninorden (1944, 1945, 1948, 1953, 1955, 1965) und zwei Mal den Orden des Roten Banners der Arbeit (1941, 1945).
Das Institut für Biochemie der Nationalen Akademie der Wissenschaften der Ukraine trägt seinen Namen.